# Luis de Benavides Carrillo
Luis Francisco de Benavides Carrillo de Toledo (Valencia, 20 de septiembre de 1608–Madrid, 6 de enero de 1668), V marqués de Frómista, III marqués de Caracena y III conde de Pinto, general y político español.

## Biografía
Criado en una familia noble española, fue hijo de Luis Francisco de Benavides, IV marqués de Frómista, y de Ana Carrillo de Toledo, II marquesa de Caracena y II condesa de Pinto, por lo que heredó los tres títulos nobiliarios.
Hizo carrera militar en los ejércitos de Italia y Flandes entre 1629 y 1659, donde llegó a ser gobernador del Estado de Milán entre 1648 y 1656 y conquistó las fortalezas de Casale Monferrato, Crescentino y Trino en 1652.
Después de la derrota de Juan José de Austria en la batalla de las Dunas (1658), Benavides fue designado su sucesor como gobernador de los Países Bajos españoles entre 1659 y 1664. Tras la firma del Tratado de los Pirineos (1659), los Países Bajos españoles pudieron vivir un período de paz. A pesar de este hecho, el gobierno no era fácil para Caracena, ya que España se encontraba exhausta tras años de guerra.
En 1664 volvió a España para asumir el mando en la guerra contra Portugal, como nuevo Gobernador de Extremadura, tras la derrota de Juan José de Austria en 1663, en la batalla de Ameixial, cerca de Estremoz. Pero Benavides no fue capaz de cambiar la situación, siendo derrotado en la batalla de Montes Claros, cerca de Vila Viçosa en 1665.
Después de la batalla, Benavides fue acusado de traición y cobardía, pero él se justificó por el mal estado en el que se hallaba el ejército español. Tras estos hechos Caracena cayó en desgracia, muriendo por enfermedad en 1668.

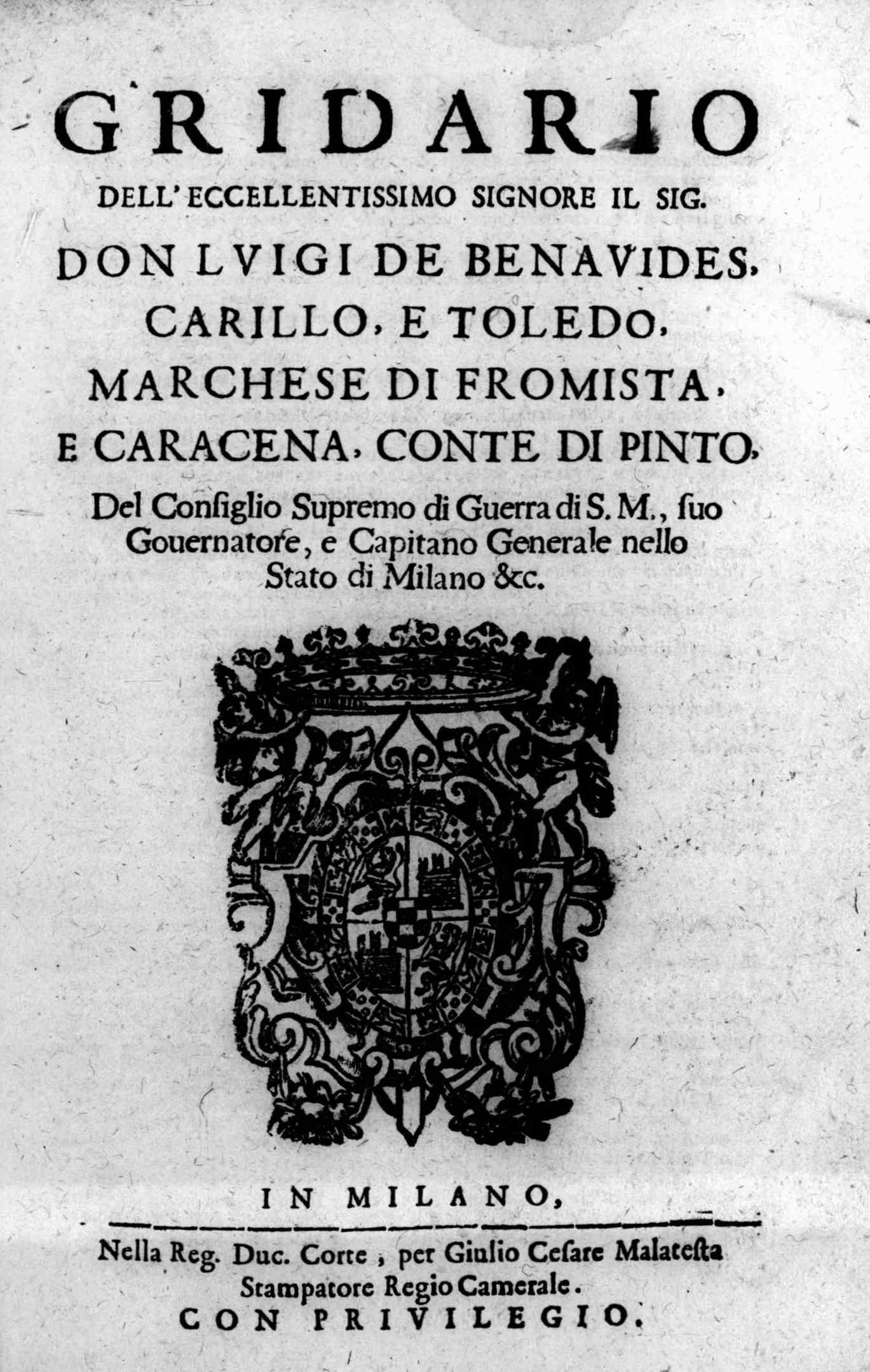
Gridario, Milano 1650